# Schwerin (tỉnh)
Bezirk Schwerin là một tỉnh (Bezirk) của Cộng hòa Dân chủ Đức. Trụ sở và thành phố chính là Schwerin.

## Lịch sử
Cùng với 13 tỉnh khác, tỉnh Schwerin được thành lập vào ngày 25 tháng 7 năm 1952, thay thế các bang cũ của Đức. Sau ngày 3 tháng 10 năm 1990, tỉnh bị bãi bỏ trong giai đoạn tái thống nhất nước Đức, trở thành một phần của bang Mecklenburg-Vorpommern.

## Địa lý

### Vị trí
Bezirk Schwerin giáp với các Bezirke Rostock, Neubrandenburg, Potsdam và Magdeburg. Tỉnh cũng có biên giới với Cộng hòa Liên bang Đức.

### Phân cấp
Bezirk được chia thành 11 kreise: 1 quận (Stadtkreise) và 10 huyện (Landkreise): 
- Quận: Schwerin.
- Huyện: Bützow; Gadebusch; Güstrow; Hagenow; Ludwigslust; Lübz; Parchim; Perleberg; Schwerin-Land; Sternberg.